# 东坪乡 (南丰县)
东坪乡，是中华人民共和国江西省抚州市南丰县下辖的一个乡镇级行政单位。

## 行政区划
东坪乡下辖以下地区：
东坪村、下堡村、朱源村、田溪村、甘泉村、王田村、南洲村和邱坊村。